# Pergalumna silvatica
Pergalumna silvatica är en kvalsterart som beskrevs av Hammer 1961. Pergalumna silvatica ingår i släktet Pergalumna och familjen Galumnidae. Inga underarter finns listade i Catalogue of Life.